# Villeneuve-les-Sablons
Villeneuve-les-Sablons é uma comuna francesa na região administrativa de Altos da França, no departamento de Oise. Estende-se por uma área de 4,43 km². Em 2010 a comuna tinha 1 199 habitantes (densidade: 270,7 hab./km²).